# Северна Лян
Северна Лян (на китайски: 北凉; на пинин: Bĕi Liáng) е държава в Централна Азия, едно от Шестнайсетте царства, съществувало от 397 до 439 година в централната част на днешен Китай.
Северна Лян възниква през 397 година, когато хунският род Дзюцю се отцепва от Ранна Лян и образува собствена държава в северозападната част на днешната провинция Гансу. Владетелите на Северна Лян използват титлата уан, като за известно време се признават за васали на Късна Цин, Източна Дзин, Северна Уей и Лю Сун. През 439 година Северна Лян е унищожена от Северна Уей, което слага край на периода на Шестнайсетте царства. Управляващата династия се оттегля на северозапад и управлява Гаочан до 460 година.

## Владетели на Северна Лян
| Име | Име           | Управление |
| --- | ------------- | ---------- |
| 1   | Дуан Йе       | 397-401    |
| 2   | Дзюцю Мънсюн  | 401-433    |
| 3   | Дзюцю Мудзиен | 433-439    |